# Stazione di Laveno-Mombello Lago
Stazione di Laveno Mombello Lago vasútállomás Olaszországban, Lombardia régióban, Laveno-Mombello településen.

## Vasútvonalak
Az állomást az alábbi vasútvonalak érintik:
- Saronno-Laveno-vasútvonal

## Kapcsolódó állomások
A vasútállomáshoz az alábbi állomások vannak a legközelebb:
- Stazione di Cittiglio